# Austria en el Festival de la Canción de Eurovisión 1957
Austria participó en la segunda edición del Festival de la Canción de Eurovisión en Fráncfort del Meno, Alemania el 3 de marzo de 1957. Fue su primera participación en el certamen. Su representante fue Bob Martin con la canción Wohin, kleines Pony? cantada en idioma alemán. La canción fue cantada quinta en la noche, obtuvo 3 puntos lo que le dio el 10.º lugar en esa edición.

## Antes del Festival
Austria quería participar en el año anterior, en la primera edición del Festival de la Canción de Eurovisión, pero quedó descalificada por inscribirse demasiado tarde (lo mismo pasó con Dinamarca y Reino Unido).
Para la edición del año 1957 se eligió a Bob Martin con la canción Wohin, kleines Pony? a través de una elección interna.

## En el Festival
La canción de Austria fue cantada quinta en la noche, siguiendo al italiano Nunzio Gallo con Corde della mia chitarra y precediendo a la holandesa Corry Brokken con Net als toen. Wohin, kleines Pony? obtuvo un total de tres puntos y se clasificó en el 10.º puesto. El jurado austriaco la mayoría de sus puntos (6/10) la dio a la canción ganadora de Países Bajos. La mayoría de sus puntos ganados en el concurso fue de parte de Francia (2/3).
El director de la orquesta para la canción austriaca fue Carl de Groof. El portavoz que anunció los puntos otorgados por Austria es desconocido. El comentarista austriaco fue Emil Kollpacher.

### Votación
Cada país envió un jurado de diez personas. Cada miembro del jurado pudo dar un punto para su canción favorita.

#### Puntos otorgados
| 6 puntos | Países Bajos |
| 3 puntos | Luxemburgo   |
| 1 punto  | Reino Unido  |

#### Puntos obtenidos
| 1 punto  | Países Bajos |
| 2 puntos | Francia      |